# Bazel (logiciel)
Pour les articles homonymes, voir Bazel (homonymie).
Bazel est un moteur de production open source permettant de construire des projets dans de nombreux langages dont le C++, Java et Go.

## Identité visuelle (logo)

Logo initial, utilisé jusqu'au 5 juillet 2017
Le logo actuel: Il est censé représenter 3 blocs formant un cœur.